# Vittorio Ghidella
Vittorio Ghidella (Vercelli, 19 gennaio 1931 – Lugano, 16 marzo 2011) è stato un ingegnere e dirigente d'azienda italiano.

Vittorio Ghidella negli anni ottanta, amministratore delegato FIAT Auto.

Amministratore delegato del settore auto del Gruppo FIAT a partire dal febbraio 1979, in un periodo di grave crisi dell'azienda torinese, fu il principale artefice dei notevoli successi industriali e commerciali della FIAT negli anni ottanta, attivando un processo di profonda ristrutturazione e modernizzazione delle attività produttive e immettendo sul mercato una serie di nuovi modelli di auto. Sotto la sua guida la FIAT divenne per alcuni anni il primo produttore di autoveicoli in Europa.
Abbandonò il suo incarico nell'autunno 1988 per contrasti con l'amministratore delegato di tutto il Gruppo FIAT Cesare Romiti e si ritirò a vita privata fino alla morte avvenuta in Svizzera nel 2011.

## Biografia
Ottenuta a pieni voti la maturità classica, s'iscrisse alla facoltà di ingegneria meccanica al Politecnico di Torino, dove si laureò con il massimo dei voti.
Appena laureato entrò in Fiat con la mansione di tecnico cronometrista, quindi rientrò a Vercelli per affiancare il padre, commerciante di lubrificanti. Fu poi alla RIV-SKF, azienda produttrice di cuscinetti a sfere. In seguito entrò nella direzione della Fiat-Allis, azienda di mezzi agricoli già in orbita Fiat, venendo trasferito negli Stati Uniti per organizzare il lavoro e stipulare accordi, ma durò poco: nel 1978, Gianni Agnelli lo richiamò a Torino, alla Fiat Auto, per rilanciare il ramo automobilistico, in quel momento in una fase di crisi dopo gli anni difficili del terrorismo. Per circa un anno Ghidella affiancò il responsabile del settore automobili Nicola Tufarelli, fino a sostituirlo nel gennaio 1979.
L'anno dopo, nell'ottobre 1980, chiuse un accordo favorevole all'azienda, propiziato dalla protesta sfociata nella marcia dei quarantamila quadri FIAT, con la quale migliaia di impiegati e quadri scesero in piazza per protestare contro le forme di picchettaggio organizzate dai sindacati degli operai, che impedivano l'ingresso in fabbrica da 35 giorni. Il sindacato, dopo l'episodio, capitolò e chiuse la vertenza con un accordo favorevole alla Fiat, dando inizio a una progressiva perdita di potere e di influenza che si protrasse per tutti gli anni ottanta. Tutto era nato proprio da una decisione di Ghidella di licenziare alcuni operai che avevano interrotto la produzione per protesta. A suo avviso, era indispensabile ripristinare le condizioni di ordine negli stabilimenti e la pace sociale, che comunque si stabilì, fu un punto a suo parere fondamentale per l'avvio di investimenti e il rilancio dell'azienda, afflitta, a suo dire, da « [...] tante marche, tanti personaggi a gestirli, conflitti interni: c'era da mettere ordine».
Vennero quindi investite ingenti somme per la riorganizzazione degli stabilimenti ed entrarono in produzione modelli fortemente sostenuti da Ghidella, come le Fiat Uno, Croma e Tipo, le Lancia Delta e Thema, l'Alfa Romeo 164 e l'Autobianchi Y10. Il successo mondiale di vendite della Fiat Uno, diffusasi in tutti i continenti, segnò il punto di svolta nel rilancio della FIAT e più in generale del mercato dell'auto in Italia. La casa torinese divenne in quegli anni il primo costruttore di auto europeo e il quinto nella classifica mondiale.
Sotto la sua direzione, iniziò, al Centro Ricerche Fiat, lo sviluppo della tecnologia "common rail" per motori diesel (fino ad allora mai applicata in campo automobilistico) che ricevette numerosi investimenti, e fu portato avanti per tutto il periodo in cui Ghidella rimase nell'amministrazione.
Sostenne la posizione di Cesare Fiorio di portare Lancia, di proprietà Fiat dal 1969, come punta tecnologica e sportiva del gruppo raggiungendo livelli agonistici assoluti, incontrastata campione di rally, endurance e di altre categorie.
Nel 1985, nel quadro dei complessi colloqui tra i dirigenti statunitensi della Ford e della FIAT per un accordo globale di fusione tra il settore auto dell'azienda italiana e la Ford Europa, Ghidella si impegnò per concludere in modo positivo la trattativa ritenendo indispensabile in prospettiva futura la ricerca di accordi internazionali tra i principali costruttori del settore. Secondo le indiscrezioni trapelate nel tempo, l'accordo avrebbe previsto la confluenza di FIAT Auto e Ford Europa in una nuova società di cui in un primo momento avrebbe preso il controllo la FIAT con Vittorio Ghidella come capo esecutivo generale; sembra tuttavia che in un secondo momento, al momento del ritiro di Gianni Agnelli entro un periodo di circa dieci anni, la Ford avrebbe preso il controllo definitivo di tutto il gruppo nato dalla fusione. Nonostante il parere favorevole di Ghidella, alla fine l'accordo non venne concluso.
Nel 1985 fu nominato Cavaliere del lavoro.
Fu il primo a perseguire la filosofia della sinergia tra i vari modelli in produzione; filosofia che, se permette di conseguire importanti risparmi in quanto mira a rendere il più possibile la componentistica comune per tutta la gamma, rischia di togliere personalità al prodotto. Rischio che Ghidella, a differenza del suo successore, aveva compreso chiaramente. Tentò anche di rinnovare la gamma della Alfa Romeo, acquisita dall'IRI nel 1986, e di preservarne la tradizione, la meccanica (pose le basi per la realizzazione di un pianale comune tra Alfa e Maserati per auto a trazione posteriore)(Maserati non faceva parte del gruppo Fiat) e gli stabilimenti (Arese e Pomigliano d'Arco).
Schivo e di carattere introverso, passava parte della sua giornata al lavoro in mezzo ai meccanici e ai lavoratori, il suo ufficio quasi sempre vuoto: sosteneva che "le auto si guidano con il culo, non con la lingua". Viveva con la famiglia sui colli torinesi e non faceva vita mondana, pochi amici e al di fuori dall'ambiente Fiat.
La Fiat Uno fu collaudata da lui personalmente, come ogni vettura del gruppo Fiat della sua gestione, sul percorso Livorno - Collesalvetti - Pinerolo - Cavour. Fu immortalato davanti ai cancelli di Mirafiori più volte a spingere un'auto-prototipo (piena di fili e nylon) con la quale era rimasto in panne.

### La rottura con i vertici Fiat
Nel dicembre 1987 Gianni Agnelli, delineando il futuro assetto ai vertici Fiat, indicò Ghidella quale futuro amministratore delegato del Gruppo, ma pochi mesi più tardi iniziarono forti contrasti con l'amministratore delegato in carica Cesare Romiti.
Pare che l'attrito sia nato dall'iniziativa del vicepresidente Umberto Agnelli, che si rivolse direttamente a Ghidella per discutere una sua idea di auto utilitaria, saltando la rituale scala gerarchica. Romiti, vistosi scavalcato, rispose ordinando un'ispezione sull'operato dei fornitori Fiat, tesa a creare malcontento e a scompaginare gli equilibri creati da Ghidella.
A luglio Ghidella comunicò alla presidenza la sua intenzione di dimettersi, ma Gianni Agnelli tentò inutilmente una riappacificazione tra i due manager. Il 27 ottobre una fuga di notizie sull'abbandono di Ghidella provocò un forte ribasso delle azioni Fiat, al quale l'azienda tentò di ovviare con una smentita. Il 25 novembre 1988 le dimissioni vennero ufficializzate.
Ghidella fu sostituito alla testa di Fiat Auto da Romiti, che assunse la carica di amministratore delegato, inizialmente a titolo provvisorio, poi prolungato per i successivi due anni fino alla nomina di Paolo Cantarella.
Lapidario fu il commento di Ghidella alla decisione di Agnelli di preferire Romiti a lui (riferendosi a Romiti, che fino ad allora aveva curato solo la parte amministrativa del Gruppo): «Non ci si improvvisa ingegnere dell'auto a 60 anni.»
A distanza di oltre venti anni, in un'intervista alla Radiotelevisione Svizzera Italiana del novembre 2010, Ghidella citò, tra le cause di disaccordo con Romiti, una sua proposta di collaborazione con la Ford, che trovò contrari i vertici aziendali. Nella stessa intervista, rivendicando il lavoro compiuto sul fronte del ristabilimento dell'ordine, nel campo dell'analisi di mercato e degli investimenti, concluse che poco tempo dopo il suo allontanamento, l'azienda era ritornata nelle condizioni di crisi nella quale l'aveva trovata lui.

### Dopo la Fiat
Ha vissuto fino alla morte a Lugano, dove ha svolto un'attività imprenditoriale e finanziaria. Dapprima operò con la Saurer, una holding in società con il finanziere ticinese Tito Tettamanti, che si occupa di componentistica automobilistica. Divenuto presidente e amministratore delegato della Saurer, dapprima ha acquisito il controllo azionario, poi ha ceduto la partecipazione, passando a gestire la holding di partecipazioni finanziarie VG.SA sempre con sede a Lugano.
Nell'aprile 1993 perse la figlia diciottenne Amalia, morta in un incidente stradale in Svizzera. Il figlio primogenito Riccardo entrerà anch'egli alla Fiat dove diverrà alto dirigente, per passare in seguito ad altre aziende private.
Alla memoria è stata intitolata una fondazione di sostegno di attività culturali e sportive.